# Marathon van Honolulu 2001
De marathon van Honolulu 2001 vond plaats op 9 december 2001 in Honolulu. Het was de 29e editie van deze marathon. 
Bij de mannen won de Keniaan Mbarak Hussein in 2:15.09, bij de vrouwen was de Russische Ljoebov Morgoenova het snelste in 2:29.54. 
In totaal bereikten 19.221 marathonlopers de finish, van wie 10.633 mannen en 8.587 vrouwen.

## Uitslagen

### Mannen
| rang   | naam               | land | tijd    |
| ------ | ------------------ | ---- | ------- |
| Goud   | Mbarak Hussein     | KEN  | 2:15.09 |
| Zilver | Moges Taye         | ETH  | 2:15.29 |
| Brons  | Jimmy Muindi       | KEN  | 2:15.39 |
| 4      | Eliud Kering       | KEN  | 2:18.00 |
| 5      | Shinji Kawashima   | JPN  | 2:19.25 |
| 6      | Sivuyile Ndwembini | RSA  | 2:23.27 |
| 7      | Simon Chemoiywo    | KEN  | 2:24.57 |
| 8      | Kazunari Suzuki    | JPN  | 2:28.19 |
| 9      | Shin Nozaki        | JPN  | 2:29.51 |
| 10     | Takayoshi Shigemi  | JPN  | 2:30.54 |

### Vrouwen
| rang   | naam               | land | tijd    |
| ------ | ------------------ | ---- | ------- |
| Goud   | Ljoebov Morgoenova | RUS  | 2:29.54 |
| Zilver | Svetlana Zacharova | RUS  | 2:30.38 |
| Brons  | Elena Paramonova   | RUS  | 2:33.53 |
| 4      | Franca Fiacconi    | ITA  | 2:39.31 |
| 5      | Mari Tanigawa      | JPN  | 2:44.39 |
| 6      | Cheryl Smith       | USA  | 2:47.01 |
| 7      | Makiko Hotta       | JPN  | 2:47.28 |
| 8      | Jodi Jackson       | USA  | 2:52.35 |
| 9      | Eriko Asai         | JPN  | 2:55.15 |
| 10     | Carolyn Schnack    | USA  | 2:55.36 |

1973 ·
1974 ·
1975 ·
1976 ·
1977 ·
1978 ·
1979 ·
1980 ·
1981 ·
1982 ·
1983 ·
1984 ·
1985 ·
1986 ·
1987 ·
1988 ·
1989 ·
1990 ·
1991 ·
1992 ·
1993 ·
1994 ·
1995 ·
1996 ·
1997 ·
1998 ·
1999 ·
2000 ·
2001 ·
2002 ·
2003 ·
2004 ·
2005 ·
2006 ·
2007 ·
2008 ·
2009 ·
2010 ·
2011 · 
2012 · 
2013 ·  
2014 ·  
2015 ·  
2016 ·  
2017